# Верхня Хава
Верхня Хава (рос. Верхняя Хава) — село у Верхньохавському районі Воронезької області Російської Федерації. Адміністративний центр району.
Населення становить 8154 особи (2010). Входить до складу муніципального утворення Верхньохавське сільське поселення.

## Історія
Населений пункт розташований у історичному регіоні Чорнозем'я. Від 1928 року належить до Верхньохавського району, спочатку в складі Центрально-Чорноземної області, а від 1934 року — Воронезької області.
Згідно із законом від 15 жовтня 2004 року входить до складу муніципального утворення Верхньохавське сільське поселення.

## Населення
| 1959  | 1970  | 1979  | 1989  | 2000  | 2002  | 2005  |
| ----- | ----- | ----- | ----- | ----- | ----- | ----- |
| 5708  | ↗6727 | ↗8186 | ↗8937 | ↗9083 | ↘7980 | →7980 |
| 2010  |       |       |       |       |       |       |
| ↗8154 |       |       |       |       |       |       |